# Lauren Hutchins
Lauren Hutchins (ur. 7 czerwca 1988 w North Vancouver) – kanadyjska wioślarka.

## Osiągnięcia
- Mistrzostwa Świata Juniorów – Amsterdam 2006 – dwójka podwójna – 6. miejsce[1].
- Mistrzostwa Świata U-23 – Glasgow 2007 – ósemka – 4. miejsce[1].
- Mistrzostwa Świata U-23 – Račice 2009 – ósemka – 4. miejsce[1].
- Mistrzostwa Świata – Poznań 2009 – ósemka – 6. miejsce[1].